# Brittany Broben
Brittany Broben (Gold Coast, 11 de dezembro de 1990) é uma saltadora australiana, medalhista olímpica.

## Carreira

### Londres 2012
Brittany Broben representou seu país nos Jogos Olímpicos de Verão de 2012, na qual conquistou uma medalha de prata na plataforma individual.